# Richland (Missouri)
Pour les articles homonymes, voir Richland.
Richland est une ville américaine située dans l'État du Missouri et les comtés de Camden, Pulaski et Laclede.